# 國際工業與應用數學大會
國際工業與應用數學大會（英語：International Congress on Industrial and Applied Mathematics，簡稱ICIAM）是應用數學領域的國際會議，每四年一次，由國際工業與應用數學聯合會主辦。這系列會議是Gene Golub首先提議創辦。

## 歷屆列表
- ICIAM 1987 – 法國巴黎
- ICIAM 1991 – 美國華盛頓特區
- ICIAM 1995 – 德國漢堡
- ICIAM 1999 – 英國愛丁堡  （页面存档备份，存于）
- ICIAM 2003 – 澳大利亞悉尼
- ICIAM 2007 – 瑞士蘇黎世
- ICIAM 2011 – 加拿大溫哥華
- ICIAM 2015 – 中國北京  （页面存档备份，存于）
- ICIAM 2019 – 西班牙巴倫西亞

## 外部連結
- ICIAM官方網站